# Pudłówek
Pudłówek – wieś w Polsce położona w województwie łódzkim, w powiecie poddębickim, w gminie Poddębice.
W latach 1975–1998 miejscowość administracyjnie należała do województwa sieradzkiego. Narodowy Powszechny Spis Ludności i Mieszkań z 2011 roku szacuje liczbę mieszkańców wsi na 109.
Urodził się tu Józef Jerzy Pilarczyk – polski polityk, w 2005 minister rolnictwa i rozwoju wsi w drugim rządzie Marka Belki, poseł na Sejm X, I, II, III i IV kadencji.